# Paul Davis (zanger)
Paul Lavon Davis (Meridian (Mississippi), 21 april 1948 – aldaar, 22 april 2008) was een Amerikaanse rock- en soulsinger-songwriter en toetsenist, vooral bekend om zijn radiohits en solocarrière die wereldwijd begon in 1970. Zijn carrière omvatte soul, country en popmuziek. Zijn meest succesvolle nummers zijn I Go Crazy uit 1977, een pophit op #7 die ooit het record had voor de meeste weken in de Billboard Hot 100, en 65 Love Affair uit 1982, die op #6 zijn hoogste geplaatste nummer was in de hitlijsten. Een andere pophit, Cool Night, werd ook uitgebracht in 1982. Halverwege de jaren 1980 had hij ook twee country #1-hits als gastvocalist op nummers van Marie Osmond en Tanya Tucker.

## Biografie
Paul Davis was rond 1966 lid van de lokale band The Six Soul Survivors en later in de band The Endless Chain. In 1968 was hij schrijver voor Malaco Records, gevestigd in Jackson (Mississippi). Ilene Berns, weduwe van Bert Berns, contracteerde Davis bij Bang Records in 1969 en bracht in 1970 een coverversie uit van de hit A Little Bit of Soap van The Jarmels, waarmee ze #52 bereikte in de Billboard-hitlijst. Zijn eerste album A Little Bit of Paul Davis werd uitgebracht in 1970. In 1974 nam hij zijn derde album Ride 'Em Cowboy op en het titelnummer, zijn eerste top 40-single, piekte op #23 op 18 januari 1975. (Hetzelfde nummer werd een Top 40 country-hit voor Juice Newton in 1984.) Davis bereikte ook #35 in september 1976 met Superstar, een eerbetoonnummer dat niet gerelateerd was aan een van de hits uit 1971 met die naam. Davis had zijn eerste Amerikaanse Top 10-single met de ballad I Go Crazy, die na 30 weken in de Billboard Hot 100 op 18 maart 1978 op #7 piekte. I Go Crazy bracht 40 weken door in de Billboard Hot 100, die vestigde destijds het record voor de meeste weken in de chart. De follow-up Sweet Life deed het ook goed, met een piek op #17. Op 17 mei 1980 piekte zijn gospel getinte Do Right op #23 en Casey Kasem noteerde de religieuze aspecten van dit lied, samen met andere liedjes ervoor, in de Amerikaanse Top 40 van die dag. Davis was actief bij Bang Records, toen het label begin jaren 1980 stopte.
Na nog een album bij het Bang-label tekende Davis in 1981 bij Arista Records en scoorde nog de twee hits Cool Night (dat in februari 1982 #11 bereikte in de Hot 100 en #2 in de Adult Contemporary-hitlijst) en 65 Love Affair (een Top 10-hit in beide hitlijsten). Zijn Arista-debuutalbum leverde een derde hit op met een remake van Love or Let Me Be Lonely. De single bevatte een derde couplet van muziek, dat niet op de albumversie stond en ondanks het succes in de Top 40 en AC, was het nooit heruitgegeven op een cd, totdat Wounded Bird in 2011 de Best of Paul Davis-compilatie opnieuw uitbracht, behalve twee duetten die naar #1 gingen in de Billboard Hot Country Singles-hitlijst. De eerste was in 1986 toen Marie Osmond You're Still New to Me zong, terwijl de tweede in 1988 een samenwerking was met Tanya Tucker en Paul Overstreet, die I Won't Take Less Than Your Love zongen. Davis schreef ook Meet Me in Montana, dat zijn vriend Dan Seals en Osmond in 1985 naar #1 in de Billboard country hitlijst brachten en de solo #1 countryhit Bop voor Seals in het begin van 1986. Davis nam het duet Looking for a Light op met Marsha Morgan, dat regionaal goed werd ontvangen in het zuidoosten. Voor zijn dood was Davis teruggekeerd naar het zingen en songwriting door de twee nummers You Ain't Sweet Enough en Today op te nemen, die niet werden vrijgegeven. Door de jaren heen werd Davis sterk beïnvloed door technologie. Hij bezat talloze synthesizers en bracht het grootste deel van zijn vrije tijd thuis door met het componeren van muziek, waarvan hij hoopte dat die in toekomstige films zou worden gebruikt. Bovendien was Davis zeer veelzijdig met bemonstering en het gebruik van de Synclavier en Fairlight CMI. Veel van zijn nummers, waaronder zijn bekendste hits, zijn eigendom van Paul McCartney via zijn MPL Publishing-bedrijf.

## Privéleven en overlijden
Paul Davis overleefde een schietpartij in Nashville (Tennessee) op 29 juli 1986. Hij verliet een hotel op Music Row met een vrouwelijke metgezel toen een onbekende man naar hem toe kwam, zijn portemonnee eiste en hem in de buik schoot. Davis was een fervent golfer en was ook een fervent biljartliefhebber. Als lid van Music City Amateur Billiard Tour in Nashville was hij eind jaren 1990 competitief. Bovendien was zijn vader een predikant. Davis was ooit getrouwd met Pamela Gayle Jay Davis, die een korte carrière genoot bij Bang Records/Web IV Music in Atlanta, waar haar man Paul zijn liedjes schreef en opnam. Toen hun enige zoon Jonathan werd geboren, verliet Pamela haar baan in de muziekwereld om de volgende 38 jaar aan zijn zorg te wijden, waarbij ze elke dag besteedde aan het zorgen voor zijn speciale behoeften. Pamela stierf op 20 maart 2017. Paul Davis overleed in april 2008 op 60-jarige leeftijd aan een hartaanval.

## Discografie

### Singles
- 1970:	A Little Bit of Soap
- 1970: I Just Wanna Keep It Together
- 1970: Can't You
- 1973:	Boogie Woogie Man
- 1974:	Ride 'Em Cowboy
- 1975:	Keep Our Love Alive
- 1976:	Thinking of You
- 1976: Superstar
- 1977:	I Go Crazy
- 1978:	Darlin' (met Susan Collins)
- 1978: Sweet Life
- 1978: Cry Just a Little
- 1980:	Do Right
- 1981:	Cool Night
- 1982:	'65 Love Affair
- 1982: Love or Let Me Be Lonely

### Gastsingles
- 1987:	You're Still New to Me - Marie Osmond op I Only Wanted You
- 1988:	I Won't Take Less Than Your Love - Tanya Tucker (met Paul Overstreet) op Love Me Like You Used To
- 1988: Sweet Life (re-recording) -	Marie Osmond op All in Love

### Albums
- 1970:	A Little Bit of Paul Davis
- 1972:	Paul Davis
- 1974:	Ride 'Em Cowboy
- 1976:	Southern Tracks & Fantasies
- 1977:	Singer of Songs: Teller of Tales
- 1980:	Paul Davis
- 1981:	Cool Night
- 1982:	The Best of Paul Davis
- 1993:	Very Best of Paul Davis -- I Go Crazy
- 1995:	Greatest Hits
- 1999:	Sweet Life: His Greatest Hit Singles
- 2008:	Super Hits
- 2011:	The Best of Paul Davis (uitgebreide versie of 1982 lp)
- 2015:	The Very Best of Paul Davis (Varese Sarabande compilatie)

### Soundtrack-optredens
- 1984:	(It Takes) Two to Tango - The Karate Kid
- 1987:	If We Can Get Through The Night - About Last Night...

- Biblioteca Nacional de España: XX4665450
- Bibliothèque nationale de France: cb15033780m (data)
- Gemeinsame Normdatei: 134355784
- International Standard Name Identifier: 0000 0000 8405 2705
- Library of Congress Control Number: n92104203
- MusicBrainz: 589963d6-366e-4d55-adae-41621b74cece
- Système universitaire de documentation: 084987987
- Virtual International Authority File: 107084272
- WorldCat: E39PBJc83tPdHMP8jVmJXMk7HC